# Ctenomys paraguayensis
Ctenomys paraguayensis és una espècie de mamífer rosegador de la família dels ctenòmids. És endèmic del departament de Misiones (est del Paraguai). El seu estat de conservació encara no ha sigut avaluat per la Unió Internacional per a la Conservació de la Natura (UICN), però Julio Rafael Contreras el descrigué com a espècie molt vulnerable a causa dels canvis mediambientals provocats per la presa de Yacyretá.